# Lepidostoma timbaka
Lepidostoma timbaka is een schietmot uit de familie Lepidostomatidae. De soort komt voor in het Oriëntaals gebied.